# 鹿角鍬形蟲
鹿角鍬形蟲（學名：Rhactulus crenatus），又称鹿角虫，屬於鞘翅目的鍬形蟲科，呈深褐色，日夜出沒，具趨光性，每年7至8月較易觀察，中、低海拔。

## 亞種
- 艷美鹿角鍬形蟲（學名：Rhactulus crenatus speciosus），公蟲體長33.4—66.2（1.31—2.61英寸），母蟲則為29—33（1.1—1.3英寸），中南半島雨林[5]。

## 外部連結
- 鍬形蟲 - 國立臺灣大學昆蟲標本館數位典藏